# Rio Zeyi

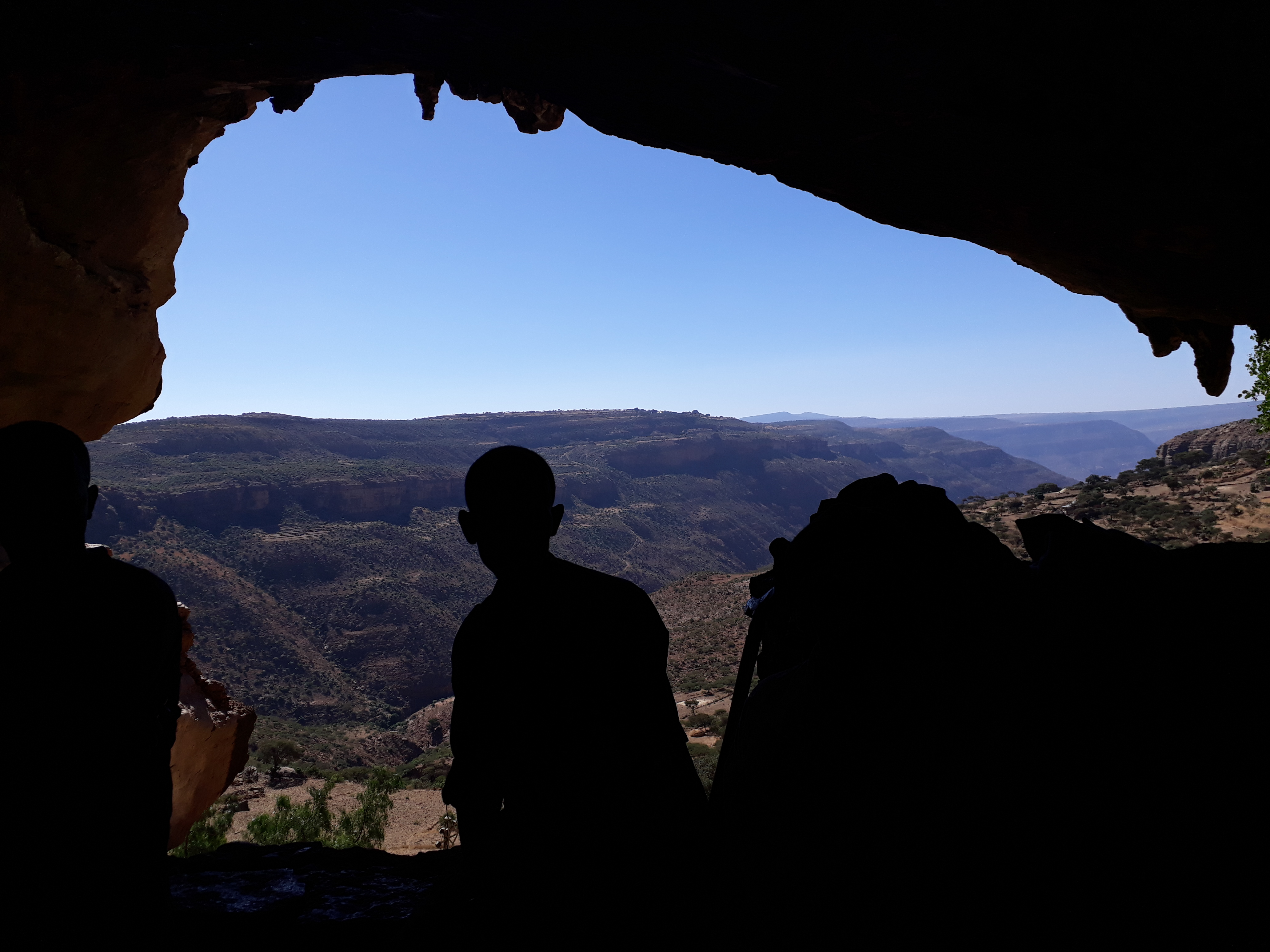
Zeyi gorge

Zeyi é um rio da bacia do Nilo. Nascendo nas montanhas de Dogu'a Tembien, no norte da Etiópia, ele flui para o sul e esvazia nos rios Giba e Tekezé.

## Características
É um rio efêmero confinado, um rio rochoso, com um declive médio de inclinação de 68 metros por quilômetro. Com seus afluentes, o rio cortou um profundo desfiladeiro.

## Inundações repentinas e buffer de inundação
O escoamento ocorre principalmente na forma de eventos de alta descarga que ocorrem em um período muito curto (chamado inundações repentinas). Elas estão relacionadas à topografia íngreme, geralmente com pouca cobertura vegetal e intensa chuva convectiva. Os picos dessas inundações repentinas costumam ter uma descarga 50 a 100 vezes maior que o fluxo de base anterior.
Em Ziban Dake e em outras encostas íngremes, exclusões foram estabelecidas; a densa vegetação contribui em grande parte para o aumento da infiltração, menos inundações e melhor fluxo de base. Estruturas de conservação física, como barreiras de pedra e barragens de verificação interceptam o escoamento.

## Transumância em direção ao desfiladeiro
A transumância ocorre na estação chuvosa do verão, quando as terras próximas às aldeias são ocupadas por colheitas. Os pastores jovens levarão o gado da aldeia até o desfiladeiro e passarão a noite em pequenas cavernas. Os desfiladeiros são particularmente atraentes como zona de destino da transumância, porque há água e bom crescimento da vegetação semi-natural.

## Pedregulhos e pedras no leito do rio
Pedras e pedregulhos encontrados no leito do rio podem se originar de qualquer local mais alto da bacia. Nos trechos mais altos do rio, apenas fragmentos de rochas das unidades litológicas superiores estarão presentes no leito do rio, enquanto que, a jusante, pode-se encontrar uma mistura mais abrangente de todas as litologias atravessadas pelo rio.

## Trekking ao longo do rio
As rotas de trekking foram estabelecidas através e ao longo deste rio. As faixas não estão marcadas no chão, mas podem ser seguidas usando arquivos .GPX baixados.
Na estação chuvosa, podem ocorrer inundações repentinas e é aconselhável não seguir o leito do rio. Às vezes, pode ser impossível atravessar o rio na estação das chuvas.